# Magoumaz

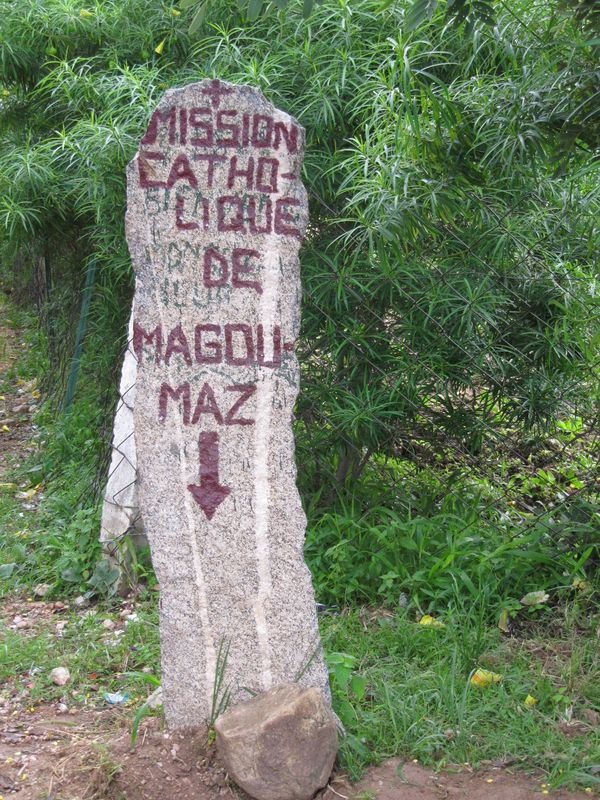
Entrée de la mission catholique de Magoumaz.

Magoumaz est un village du Cameroun situé dans le département de la Mayo-Tsanaga et la Région de l'Extrême-Nord, en pays Mafa, à la frontière avec le Nigeria. Il fait partie de la commune de Mokolo.
Au pied des plus hauts sommets des monts Mandara, à l’exemple de l’ensemble du pays Mafa et plus généralement des ethnies réfugiées anciennement sur des versants abrupts, les habitants de Magoumaz ont aménagé par des terrasses des versants rocheux développés sur plus de quatre cents de dénivelée avec des pentes dépassant les 30%. Leur maîtrise du milieu naturel a permis une accumulation humaine avec des densités dépassant les trois cents habitants par km2. De ce fait, très tôt, Magoumaz a attiré l’attention des chercheurs.